# Friskis & Svettis

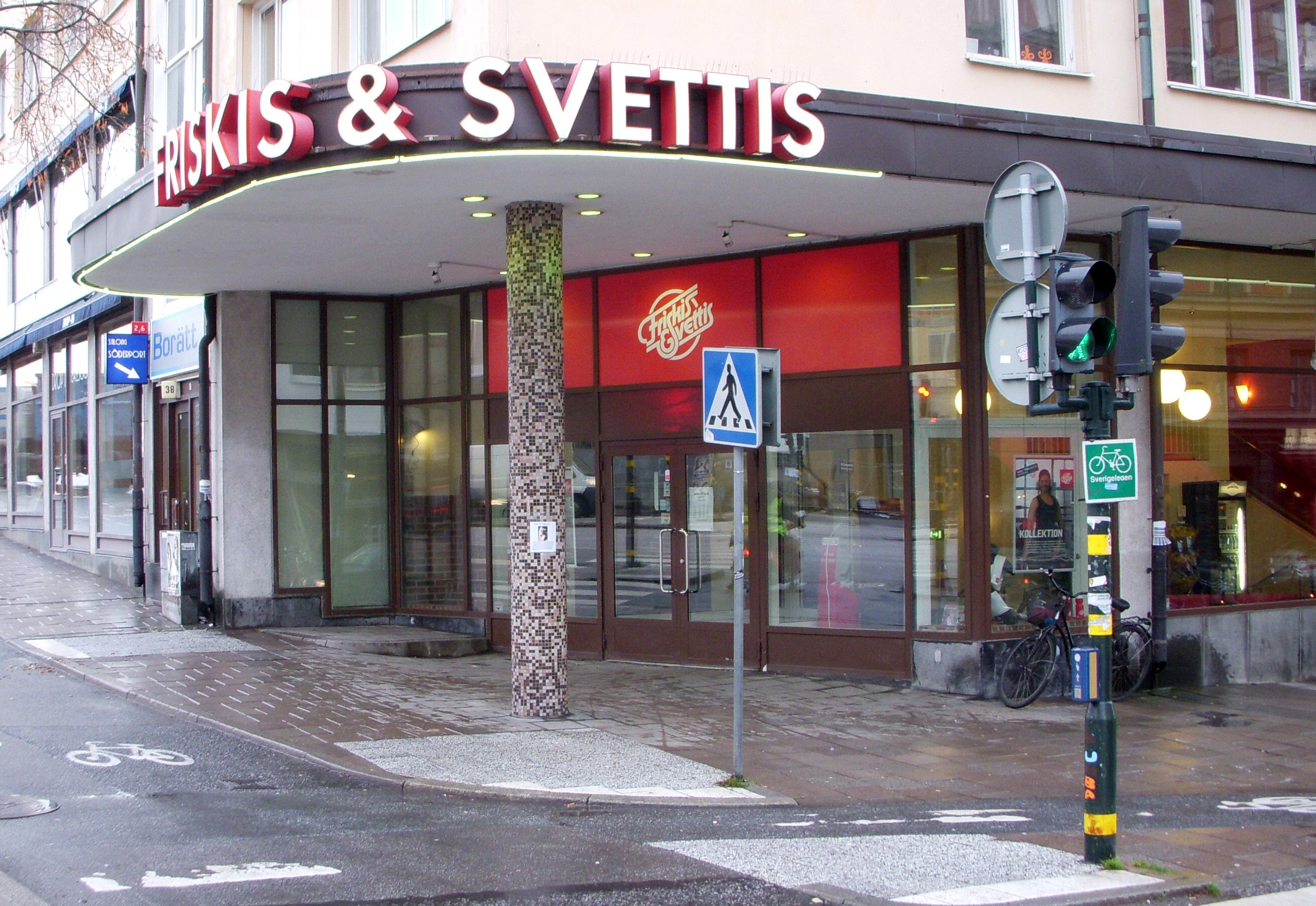
Friskis & Svettis filial vid Hornstull i Stockholm är inrymd i gamla biografen "Flammans" lokaler.

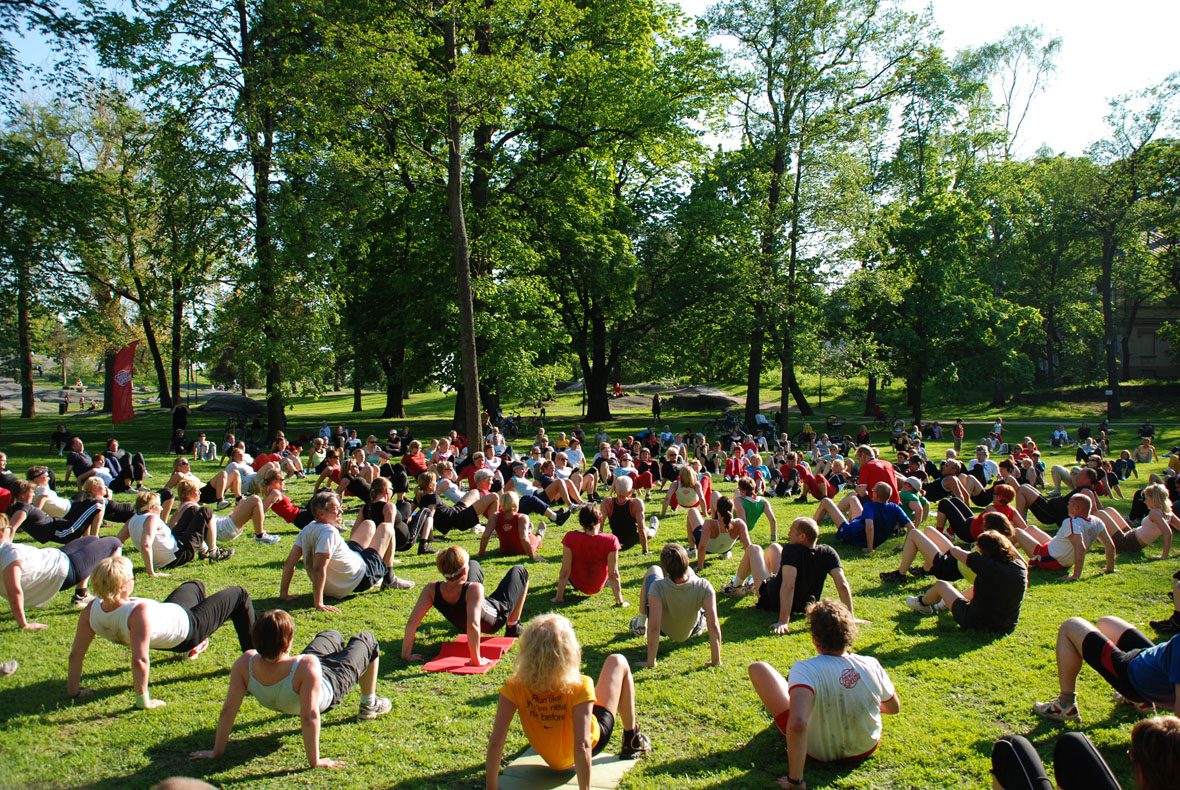
Utomhusjympa med Friskis & Svettis i Helsingfors.

Friskis & Svettis (marknadsfört som Friskis&Svettis) är en svensk idrottsförening som grundades av Johan Holmsäter 1978. Den första föreningen startades i Stockholm som en utväxt från Johan Holmsäters verksamhet som idrottsledare inom studentidrotten i Stockholm. 
Den ursprungliga verksamheten inom Friskis & Svettis var motionsgymnastik, som av föreningen kallas Jympa. Idag är Jympan ett av de populäraste gruppträningspassen och totalt deltar 100 000 motionärer på Jympa-pass varje vecka.
Friskis & Svettis består av en riksorganisation samt i dagsläget 159 lokala Friskis & Svettis-föreningar med över en halv miljon medlemmar.
Friskis & Svettis har också etablerat sig i Norge. Föreningar finns dessutom i Finland, Danmark, Belgien, Frankrike, Luxemburg, England och Skottland.

## Träningsformer
Friskis & Svettis mål är att erbjuda träning som är lättillgänglig och till för alla. Friskis & Svettis individuella träning i gym är den största träningsformen, men föreningen erbjuder över 70 olika träningsformer.  
Flera av Friskis & Svettis föreningar har multihallar med möjlighet att träna med bland annat skivstänger, bulgarian bags, gymband, lianer, ringar, löpband, spänstboxar, rehabhörnor, lyftarflak, kettlebells, maskiner, balansplattor, tjockmattor och på löparbanor. I 27 föreningar finns möjligheten att träna med Friskis & Svettis personliga tränare.
Friskis har även speciella pass för barn och familj. Flera föreningar erbjuder Träningsskola och Dansskola för barn.
Friskis & Svettis har ett seniorutbud som riktar sig till de som är 65 år eller äldre, med pass specifikt anpassade för målgruppen. Det finns även pass som riktar sig till gravida och de som nyss fött barn.

## Källhänvisningar
1. ↑  "Friskis och Svettis". NE.se. Läst 18 september 2014.
2. ↑  ”Jympa loss -”. friskispressen.se. Arkiverad från originalet den 13 maj 2016. https://web.archive.org/web/20160513193232/http://friskispressen.se/jympa/. Läst 27 april 2016.
3. ↑  ”Fakta-akut - Friskis&Svettis Riks”. web.friskissvettis.se. http://web.friskissvettis.se/om-friskis-svettis/fakta-akut. Läst 27 april 2016.
4. ↑  ”Friskis & Svettis koncept går på export ut i världen”. Sydsvenskan. 9 mars 2014. Arkiverad från originalet den 8 januari 2016. https://archive.is/20160108224203/http://www.sydsvenskan.se/halsa--motion/friskis--svettis-koncept-gar-pa-export-ut-i-varlden/. Läst 7 januari 2016.
5. ↑  ”Vår syn på träning - Friskis&Svettis Riks”. web.friskissvettis.se. Arkiverad från originalet den 19 april 2016. https://web.archive.org/web/20160419163652/http://web.friskissvettis.se/traning/var-syn-pa-traning. Läst 27 april 2016.
6. ↑  ”Individuell träning - Friskis&Svettis Riks”. web.friskissvettis.se. Arkiverad från originalet den 23 april 2016. https://web.archive.org/web/20160423072843/http://web.friskissvettis.se/traning/individuell-tr%C3%A4ning. Läst 27 april 2016.
7. ↑  ”Friskis&Svettis utbud för barn och familj - Friskis&Svettis”. web.friskissvettis.se. Arkiverad från originalet den 11 maj 2016. https://web.archive.org/web/20160511112310/http://web.friskissvettis.se/traning/friskis-svettis-utbud. Läst 27 april 2016.
8. ↑  ”Träning för dig som är äldre - Friskis&Svettis Riks”. web.friskissvettis.se. Arkiverad från originalet den 23 april 2016. https://web.archive.org/web/20160423072810/http://web.friskissvettis.se/traning/for-dig-som-ar-aldre. Läst 27 april 2016.